# Górajek
Górajek – część miasta Włoszczowa. Rozciąga się w rejonie ulicy Kochanowskiego na wschód od centrum miasta.

## Historia
Górajek to dawniej wieś. Do 1923 należała do gminy Włoszczowa w powiecie włoszczowskim, początkowo w guberni kieleckiej, a od 1919 w woj. kieleckim. 
1 stycznia 1923 wieś Górajek wraz z miejscowością Podlipie włączono do Włoszczowy.